# Indbyrdes undervisning
Indbyrdes undervisning (Bell-Lancaster-metoden, monitørsystemet) kaldes den
undervisningsmetode, hvor de mere
fremskredne elever (hjælpere) under lærerens
tilsyn underviser eller vejleder de øvrige,
hvorved det bliver muligt med en forholdsvis ringe
udgift at få et stort antal elever undervist af én lærer i én skolestue.
I Danmark og Norge havde metoden sin blomstringstid fra 1818 til hen i 1830'erne.

## Baggrund
Stærkt overfyldte skoler og begrænset lærerkraft havde allerede
tidligere med nødvendighed fremkaldt en art
indbyrdes undervisning; men det var dog først mod slutningen af 1700-tallet
at skotten Andrew Bell (i Madras)
og John Lancaster (i London) omtrent
samtidig, men uafhængige af hinanden bragte
denne undervisningsmåde i fast form. Begges
metoder stemmer i det væsentlige overens.

## Metoden
Efter det Bell-Lancasterske system inddeles
klassens elever i mindre grupper, der hver
med sin "hjælper" (monitor/monitør) i spidsen tager
plads foran de langs skolestuens vægge
ophængte tabeller og her indøves i stavning,
læsning, regning og geografi, ja endog i
historie og religion.
Man så metodens fortrin i, at én lærer samtidig kunne beskæftige
en stor mængde børn (indtil 1000) af alle aldre
og på forskellige udviklingstrin, hvad der var så
meget lettere, som det apparat, der anvendtes,
var indrettet så lærerens gerning var
indskrænket til at holde det hele i den af apparatet anviste gænge.
Det bestod væsentligst i en række tabeller (de i Danmark anvendte
udgjorde 80 læse-, 100 skrive-, 120 regne- og
15 geografitabeller), der skulle gennemgås af
alle børnene. Det var ikke alene bestemt,
i hvilken orden det skulle ske, men også hvordan der skulle arbejdes.
Læreren gav i en fløjte ("signalpiben") tegn til, når
eleverne skulle træde ud fra deres pladser og
hen til tabellerne, hvornår de skulle begynde at
læse, hvornnår de skulle skifte tabel osv.
Foruden at tilse, at signalerne blev nøje fulgt,
havde læreren – ved en indviklet og besværlig
bogføring (konceptbog, journal m.m.) –
at føre kontrol med hver elevs fremskridt.
I begyndelsen blev den Bell-Lancasterske metode
højt værdsat. Den bredte sig fra England ud
over en stor del af Europa og Nordamerika.
Især blev den hilst med begejstring af
folkeskolens venner i de lande, hvor
almueundervisning enten helt savnedes eller stod på et
lavt standpunkt. Sådanne steder kunne den
måske også få nogen betydning; men i lande,
for eksempel Danmark, hvor folkeskoleundervisningen var nået til en vis udvikling,
kunne metoden kun virke mekaniserende og vænne
eleverne fra al selvstændig tænken og åndeligt selvarbejde.

## I Danmark og Norge
Metodens blomstringstid i Danmark og Norge falder fra 1818 til hen i 1830'erne.
Kong Frederik 6. var stærkt interesseret i metoden, og han blev ivrigt støttet af major J.N.B. Abrahamson, der fik en stor indflydelse på skolevæsenet.
Det første kraftige angreb på metoden og måden, den blev påtvunget skolerne,
var af H.N. Clausen i Maanedsskrift for Litteratur. 1831, og hans kritik ramte så
godt, at al tvang over for skolerne ophørte, og efterhånden forlod man metoden.

## Se ogå
- Folkeskolen